# حرب البلقان الثانية

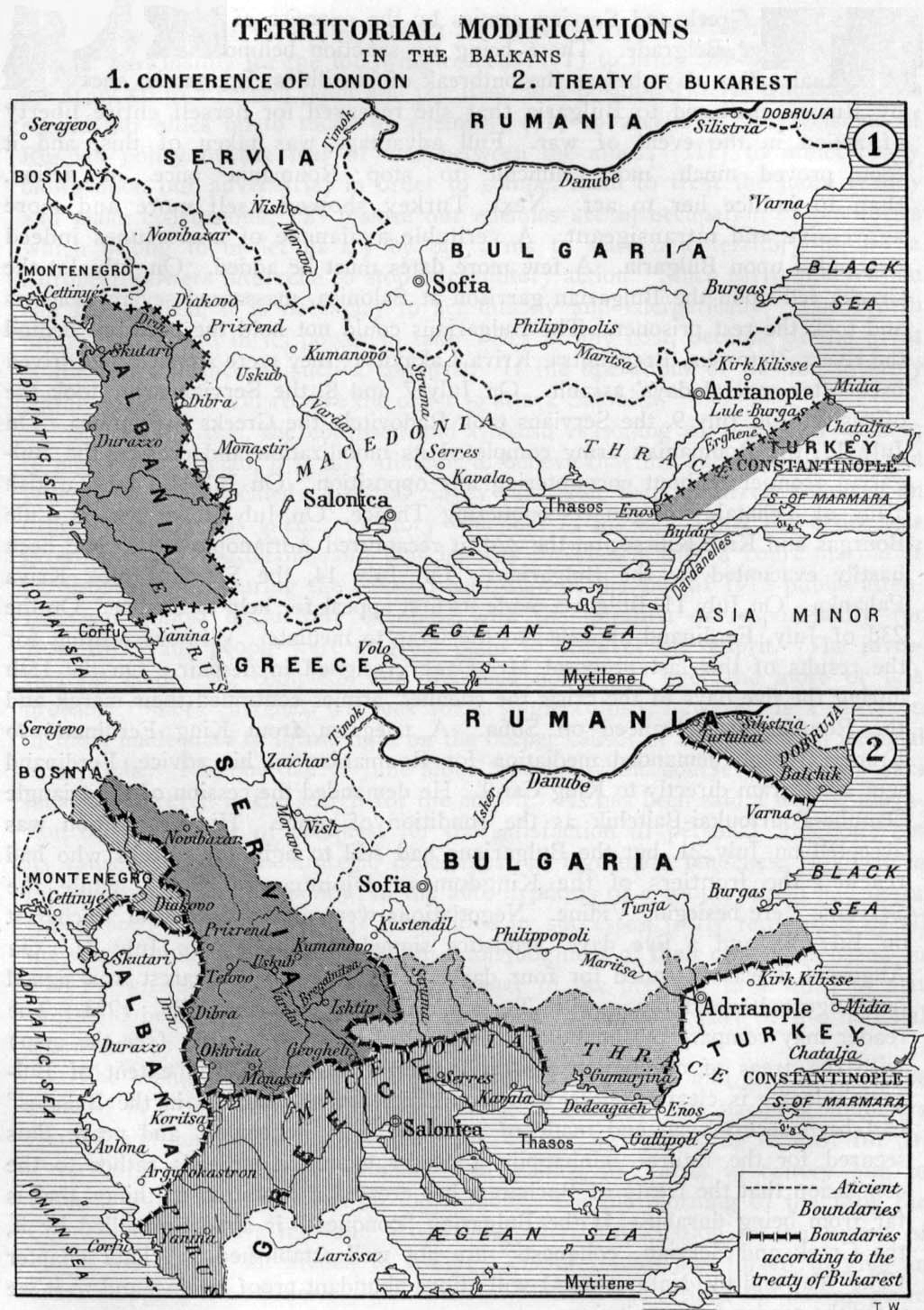
حدود دول البلقان قبل وبعد حرب البلقان الثانية

حرب البلقان الثانية هي حرب اندلعت في البلقان ما بين 29 يونيو و10 أغسطس 1913، بين مملكة بلغاريا من جهة و صربيا واليونان ورومانيا والجبل الأسود والدولة العثمانية من جهة أخرى.
بدأت الحرب حينما أرادت مملكة بلغاريا ضم مقدونيا الشمالية من الصرب ومقدونيا الجنوبية من اليونانيين فقامت بمهاجمة كل من اليونان وصربيا دون إعلان حرب. فأعلنت رومانيا الحرب على بلغاريا 10 يوليو وهاجمت شمال بلغاريا ودخلت الدولة العثمانية الحرب في 18 يوليو، فاستفادت منها حيث استرجعت عددا من الأراضي التي فقدتها منها أدرنة وتراقيا الشرقية خلال حرب البلقان الأولى. انتهت الحرب بتوقيع اتفاقية بوخارست في 10 أغسطس 1913. و كانت أحد نتائجها اتجاه مملكة بلغاريا إلى طلب المساعدة من الامبراطورية النمساوية المجرية
في استعادة جزء من الأراضي التي احتلتها صربيا في الحرب -والتي كانت بلغاريا ترى أنها من حقها- فقامت الامبراطورية النمساوية المجرية بإجبار صربيا إلى إرجاع بعض الأراضي إلى بلغاريا مما أدى إلى حقد كبير من الصربيين اتجاه الامبراطورية النمساوية المجرية، وصل هذا الحقد إلى ذروته حينما قام الصربي غافريلو برينسيب باغتيال وريث العرش النمساوي-المجري الأرشيدوق فرانس فرديناند في مدينة ساراييفو بالبوسنة والهرسك يوم 28 يونيو 1914، هذا الحدث يعدّ الحدث الرئيسي الذي أشعل شرارة الحرب العالمية الأولى.

## خلفية

تقسيم مقدونيا بحسب الاتفاقية البلغارية الصربية عام 1912

نجح تحالف البلقان (بلغاريا وصربيا والجبل الأسود واليونان) في طرد الإمبراطورية العثمانية من أقاليمها الأوروبية (ألبانيا ومقدونيا وإقليم السنجق وتراقيا) خلال حرب البلقان الأولى، تاركة للعثمانيين تراقيا الشرقية فقط. اعترفت معاهدة لندن الموقعة في 30 مايو 1913 والتي أنهت الحرب بمكاسب دول البلقان غرب خط اينوس-ميديا، الممتد من ميديا على ساحل البحر الأسود إلى اينوس على ساحل بحر إيجه، على أساس مبدأ احترام الحدود المتوارثة، وخلق هذا دولة ألبانيا المستقلة.
ورغم ذلك سرعان ما توترت العلاقات بين حلفاء البلقان المنتصرين بسبب تقسيم الغنائم وخاصة في مقدونيا. وقعت صربيا وبلغاريا خلال مفاوضات ما قبل الحرب التي أسفرت عن إنشاء تحالف البلقان اتفاقًا سريًا في 13 مارس 1912 حددت حدودهما المستقبلية، ما أدى إلى تقسيم شمال مقدونيا بينهما. تم تعيين المنطقة الواقعة في شمال خط كريفا بالانكا - أوخريد (مع ذهاب كلتا المدينتين إلى يد بلغاريا)، باعتبارها «منطقة متنازع عليها» تحت التحكيم الروسي في حالة وجود خلاف بعد الحرب، والمنطقة الواقعة جنوب هذا الخط تذهب إلى بلغاريا. نجح الصرب خلال الحرب في الاستيلاء على منطقة تقع في جنوب الحدود المتفق عليها، وصولاً إلى خط بيتولا - غيفغليا (كلاهما في أيدي الصرب). تقدم اليونانيون شمالًا في الوقت نفسه واحتلوا سالونيك قبل وقت قصير من وصول البلغاريين، وأنشؤوا حدودًا يونانية مشتركة مع صربيا.
عندما حذر المندوبون البلغاريون في لندن الصربيين بصراحة من أنهم لا يجب أن يتوقعوا الدعم البلغاري بشأن ادعاءاتهم بخصوص المنطقة الأدرياتيكية، أجاب الصرب بغضب أن هذا كان انسحابًا واضحًا من اتفاق التفاهم المتبادل قبل الحرب وفقًا لخط كريفا بالانكا - البحر الأدرياتيكي للتوسع، ولكن أصر البلغاريون على أن جزء فاردار المقدوني من الاتفاق لا يزال نشطًا من وجهة نظرهم، وأن الصرب ما زالوا ملزمين بتسليم المنطقة كما هو متفق عليه. أجاب الصرب باتهام البلغاريين بالتطرف، مشيرين إلى أنهم إذا خسروا كلًا من شمال ألبانيا وفاردار مقدونيا، فإن مشاركتهما في الحرب المشتركة ستكون بلا مقابل تقريبًا.
عندما دعت بلغاريا صربيا إلى احترام اتفاقية ما قبل الحرب بشأن شمال مقدونيا، رفض الصرب الذين شعروا بالاستياء من القوى العظمى التي طالبتهم بالتخلي عن مكاسبهم في شمال ألبانيا بإصرار إعطاء أي أراضٍ أخرى. أدت التطورات بشكل أساسي إلى إنهاء التحالف الصربي البلغاري وجعلت الحرب المستقبلية بين البلدين أمرًا لا مفر منه. اندلعت بعد ذلك بوقت قصير اشتباكات بسيطة على طول حدود المناطق المحتلة بين البلغار ضد الصرب واليونانيين. رداً على التهديد البلغاري المفترض، بدأت صربيا مفاوضات مع اليونان والتي كانت لديها أيضًا أسباب للقلق بشأن النوايا البلغارية.
في 19 مايو أو 1 يونيو 1913 أي بعد يومين من توقيع معاهدة لندن وقبل 28 يومًا فقط من الهجوم البلغاري، وقعت اليونان وصربيا تحالفًا دفاعيًا سريًا يؤكد خط الترسيم الحالي بين المنطقتين المحتلتين كحدودهما المتبادلة وإبرام تحالف في حالة وقوع هجوم من قبل بلغاريا أو النمسا والمجر. نجحت صربيا من خلال هذا الاتفاق في جعل اليونان جزءًا من نزاعها على شمال مقدونيا، حيث أن اليونان ضمنت المنطقة المحتلة وقتها من قبل صربيا (والمتنازع عليها) في مقدونيا. في محاولة لوقف التقارب الصربي اليوناني، وقع رئيس الوزراء البلغاري جيشوف بروتوكولًا مع اليونان في 21 مايو وافق على ترسيم الحدود بشكل دائم بين قوات كل منهما، مع القبول الحقيقي للسيطرة اليونانية على جنوب مقدونيا. وبرغم ذلك فإن إقالته في وقت لاحق وضعت حدًا للحرب الدبلوماسية ضد صربيا.
نشأت نقطة أخرى من الصراع حين رفضت بلغاريا التخلي عن قلعة سيليسترا لصالح رومانيا. عندما طالبت رومانيا بالتخلي عنها بعد حرب البلقان الأولى، عرض وزير الخارجية البلغاري بدلاً من ذلك بعض التغييرات الطفيفة على المنطقة الحدودية والتي استبعدت سيليسترا، وضمانات لحقوق الكوتزو-فلاخ في مقدونيا. هددت رومانيا باحتلال الأراضي البلغارية بالقوة، لكن الاقتراح الروسي للتحكيم حال دون القتال. وافقت بلغاريا على التخلي عن سيليسترا في بروتوكول سانت بطرسبرغ في 8 مايو 1913. كان الاتفاق الناتج عن ذلك حلاً وسطًا بين المطالب الرومانية بخصوص كامل منطقة دوبروجا الجنوبية، ورفض البلغاريين قبول أي تنازل عن أراضيهم. لكن حقيقة أن روسيا فشلت في حماية السلامة الإقليمية لبلغاريا جعلت البلغاريين غير متأكدين من موثوقية التحكيم الروسي المتوقع للنزاع مع صربيا. كان للسلوك البلغاري أيضًا تأثير طويل المدى على العلاقات الروسية البلغارية. إن الموقف البلغاري المتصلب لإعادة النظر في اتفاقية ما قبل الحرب مع صربيا خلال مبادرة روسية ثانية للتحكيم بينهما قد دفع روسيا أخيرًا إلى إلغاء تحالفها مع بلغاريا. كلا الفعلين جعل الصراع مع رومانيا وصربيا أمرًا حتميًا.

## اندلاع الحرب
تم التخطيط للهجوم البلغاري الرئيسي ضد الصرب مع جيوشهم الأول والثالث والرابع والخامس، في حين تم تكليف الجيش الثاني بالهجوم نحو المواقع اليونانية حول جزيرة سالونيك. ومع ذلك، في الأيام الأولى الحاسمة من الحرب، أُمِر الجيش الرابع والجيش الثاني فقط بالتقدم. سمح ذلك للصرب بتركيز قواتهم ضد البلغاريين المهاجمين والاحتفاظ بمكانهم. كان البلغاريون متفوقون بالعدد على الجبهة اليونانية، وسرعان ما تحول القتال منخفض المستوى إلى هجوم يوناني على طول الخط في 19 يونيو. اضطرت القوات البلغارية إلى الانسحاب من مواقعها شمال سالونيك (باستثناء الكتيبة المعزولة المتمركزة في المدينة نفسها التي تم التعامل معها بسرعة) إلى مواقع دفاعية بين كيلكيس ونهر ستروما. اتضح أن خطة التدمير السريع للجيش الصربي في وسط مقدونيا عن طريق الهجوم المركز غير صحيحة، وبدأ الجيش البلغاري في التراجع حتى قبل التدخل الروماني، واستلزم التقدم اليوناني فض الاشتباك بين القوات من أجل الدفاع عن صوفيا.

## الهجوم البلغاري على اليونان
أمسك الجيش البلغاري الثاني في جنوب مقدونيا بقيادة الجنرال إيفانوف بخط من بحيرة دوجران جنوب شرق كيلكيس ولاشاناس وسيريس ثم عبر تلال بانغايون إلى بحر إيجة. بقي الجيش في مكانه منذ مايو، وكان يعتبر قوة رهيبة، وخاصة بعد أن قاتل في حصار أدرنة في حرب البلقان الأولى. ادَّعى الجنرال إيفانوف، ربما لتجنب أي مسؤولية عن هزيمته الساحقة، بعد الحرب أن جيشه يتألف من 36،000 رجل فقط وأن العديد من وحداته يعانون من نقص في المناعة، لكن التحليل المفصل لوحداته تناقض مع كلامه هذا. تألف الجيش الثاني لإيفانوف من الفرقة الثالثة مع أربعة أفواج مكونة من أربع كتائب (مجموع 16 كتيبة بالإضافة إلى مدفعية الفرقة) مع الكتيبة 16 و 25 (ما مجموعه ثماني كتائب بالإضافة إلى المدفعية)، وفرقة الدراما مع الأفواج 69 و75 و7 (ما مجموعه 12 كتيبة)، ولواء سيريس مع الفوجين 67 و 68 من القوات المسلحة (مجموع 8 كتائب)، والفرقة 11 مع الأفواج 55 و 56 و 57 (ما مجموعه 12 كتيبة بالإضافة إلى مدفعية الفرقة)، وكتيبة الحدود الخامسة والكتيبة المستقلة العاشرة وكتيبة الفرسان العاشرة المكونة من سبع سرايا حربية وسبع مشاة. إجمالًا، ضمَّ جيش إيفانوف حوالي 232 سرية في 58 كتيبة مشاة وفوج سلاح الفرسان (14 فرقة) و 175 بندقية مدفعية، ما يصل إلى 80،000 (المصدر البلغاري الرسمي) أو 108،000 (المصدر اليوناني الرسمي وفقًا للتاريخ البلغاري الرسمي للحرب قبل 1932). يتفق جميع المؤرخين المعاصرين على أن إيفانوف قلَّل من تقدير عدد جنوده ولكن الجيش اليوناني ما يزال يتمتع بالتفوق الأكبر من ناحية العدد. قدَّر المقر اليوناني عدد معارضيه من 80،000 وحتى 105،000 رجل. تألف جزء كبير من جيش إيفانوف وخاصة لواء الدراما ولواء سيريس من مجندين محليين غير مدربين قط.
ضمَّ الجيش اليوناني، بقيادة الملك قسطنطين الأول، ثمانية كتائب وأفواج من الفرسان (117,861 رجل) مع 176 مدفعية حربية في خط يمتد من خليج أورفيانوس إلى منطقة جيفجيليا. وبما أن المقر اليوناني لم يعلم بمكان الهجوم البلغاري، فإن البلغاريين كان لهم التفوق المحلي المؤقت في المنطقة المُختارة.
في 26 يونيو تلقى الجيش البلغاري أوامر لتدمير القوات اليونانية المعارضة والتقدم نحو جزيرة سالونيك. لكن أوقفهم اليونانيون، وبحلول 29 يونيو صدر أمر بالهجوم المضاد العام. في كيلكيس، كان البلغاريون قد شيدوا دفاعات قوية، بما في ذلك المدافع العثمانية التي استولوا عليها، على السهل السفلي. هاجمت الفرقة اليونانية الرابعة والثانية والخامسة عبر السهل في هجوم مدعوم بالمدافع. تكبد جيش اليونان خسائر فادحة، لكن بحلول اليوم التالي كانوا قد اختبأوا داخل الخنادق. على اليسار البلغاري، كانت الفرقة السابعة اليونانية قد استولت على سيريس والقسمين الأول والسادس لقرية شاناس. كانت هزيمة الجيش الثاني على يد اليونانيين أخطر كارثة عسكرية عانى منها البلغاريون في حرب البلقان الثانية. بحسب المصادر البلغارية يوجد ما مجموعه 6,971 من المصابين والجرحى وخسروا أكثر كم 6000 سجين وأكثر من 130 مدفعية حربية لصالح اليونايين الذين عانوا من ما يقارب 8700 مصاب. في 28 يونيو، أحرق الجيش البلغاري المتراجع مدينة سيريس الرئيسية (بلدة يسيطر عليها اليونانيين ومحاطة بكل من البلغاريين من الشمال والغرب واليونانيين من الشرق والجنوب) إلى حانب مدن نيغريتا ودوكساتو وسيديروكاسترو، كردّ انتقامي على حرق اليونانيين لمدينة كيلكيس البلغارية بعد المعركة المذكورة، فضلًا عن تدمير العديد من القرى البلغارية في المنطقة. على اليمين البلغاري، استولى جيش اليوزون اليوناني على جيفجيليا ومرتفعات ماتسيكوفو. ونتيجة لذلك، تعرَّض الخط البلغاري عبر دوجران للتهديد وبدأ جيش إيفانوف تراجعًا يائسًا هدَّد بالتحول إلى انتكاسة. جاءت تعزيزات الفرقة الرابعة عشرة متأخرة جدًا وانضمت إليهم في ستروميكا والحدود البلغارية. استولى اليونانيون على دوجران في 5 يوليو لكنهم لم يتمكنوا من وقف التراجع البلغاري عبر ممر ستروما. في 11 يوليو، تعرَّض اليونانيون لهجوم ضد الصرب ما اضطرهم للانسحاب إلى أعلى نهر ستروما. في الوقت ذاته، رست القوات اليونانية بدعم من البحرية الخاصة بها في كافالا ثم اخترقت المنطقة إلى تراقيا الغربية. في 19 يوليو، استولى اليونانيون على غوتسه دلتشو، وفي 25 يوليو، دخل اليونانيون إلى مدينة ديدياجاك (تُعرف اليوم باسم أليكسندروبولي) عبر البحر، وبالتالي نهوا وجود البلغاريين بالكامل على بحر إيجة.